# Nowa Szkocja (półwysep)

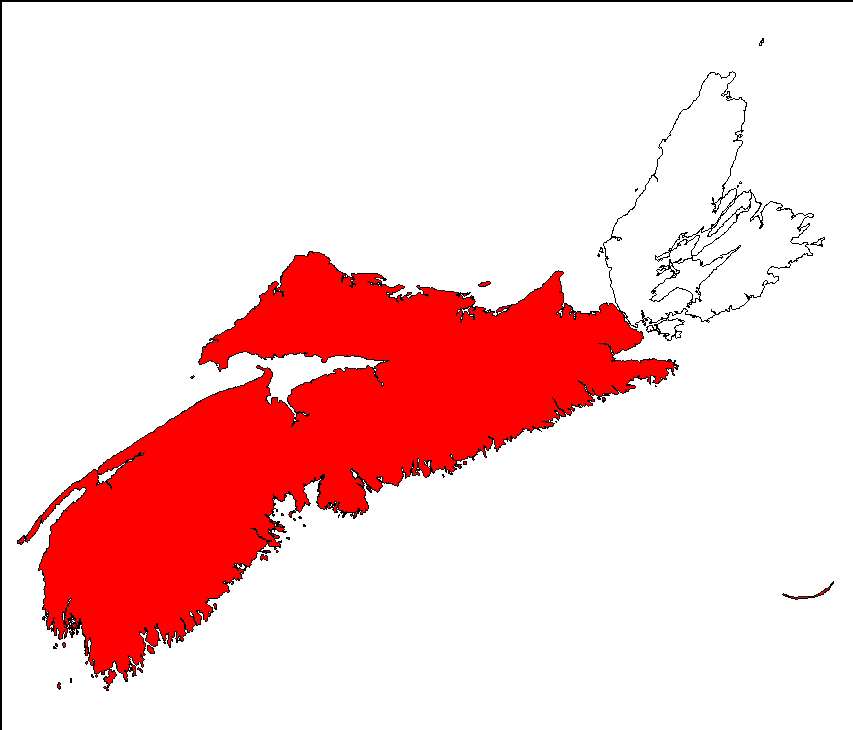
Półwysep Nowa Szkocja na mapie prowincji Nowa Szkocja

Nowa Szkocja (ang. Nova Scotia peninsula) – półwysep w Ameryce Północnej, na wschodnim wybrzeżu Kanady. Zajmuje powierzchnię 45 tys. km² i znajduje się w prowincji Nowa Szkocja. Ze stałym lądem połączony jest przesmykiem Chignecto, który w najwęższym miejscu szeroki jest na 24 km.